# Ardin (hárfa)
Az ardin hagyományos nyugat-afrikai hárfaféleség, mellyel mauritániai énekmondó nők, griotok (iggawen) kísérik éneküket. 10–14 húrja van, teste nyersbőrrel borított, félbevágott kabaktökből készül, amiből hosszú, egyenes nyak áll ki.

## Leírása
Az Ardin korpusza kb. 40 cm átmérőjű, hosszában félbevágott kabaktökből készül, melynek nyitott részére rezonánsként szolgáló nyersbőr hártya feszül. A tök pereménél a tetőre közel merőleges helyzetben kb. egy méteres, 3-4 cm átmérőjű, egyenes nyak van beültetve, amin fém vagy fa hangolókulcsok sorakoznak. A bél- vagy újabban nylonhúrok ezektől kiindulva csatlakoznak a bőr rezonáns hossztengelye mentén végigfutó, húrtartóként funkcionáló fapálcához. A húrtartó két oldalán egy-egy vékony fémlemezből készült kerek lemez található, kilyuggatott peremükben kis fémkarikákkal, melyek a hárfa hangját zizegésükkel színesítik. A rezonátortest nyílása, hanglyuka a bőr tetőlapon, a nyakbeillesztésnél található. A hangszer tetőlapján, nyakán gyakori a geometrikus díszítés.
A nyak és a test csatlakozásának módja szerint az ardin Wachsmann tipológiája szerint a „kanál a csészében” típusnak felelne meg, ugyanakkor, mivel az egyenes nyak a rezonánshoz képest szinte merőlegesen áll, nem ívhárfának, hanem – a mai Afrikában egyedüliként – szöghárfának minősül. Ennek ellenére megjelenése erősen eltér a történelmi szöghárfáétól, tartásmódja éppen annak fordítottja (a test van alul, a nyak felül). Szokás az ardint párhuzamba állítani nyugat-Afrika másik jellemző hangszerével, a korával, de a tökből készült rezonátortesten és az egyenes hárfanyakon kívül más hasonlóság nincs, a lényegi morfológiai eltérések azonban szembeszökők. 

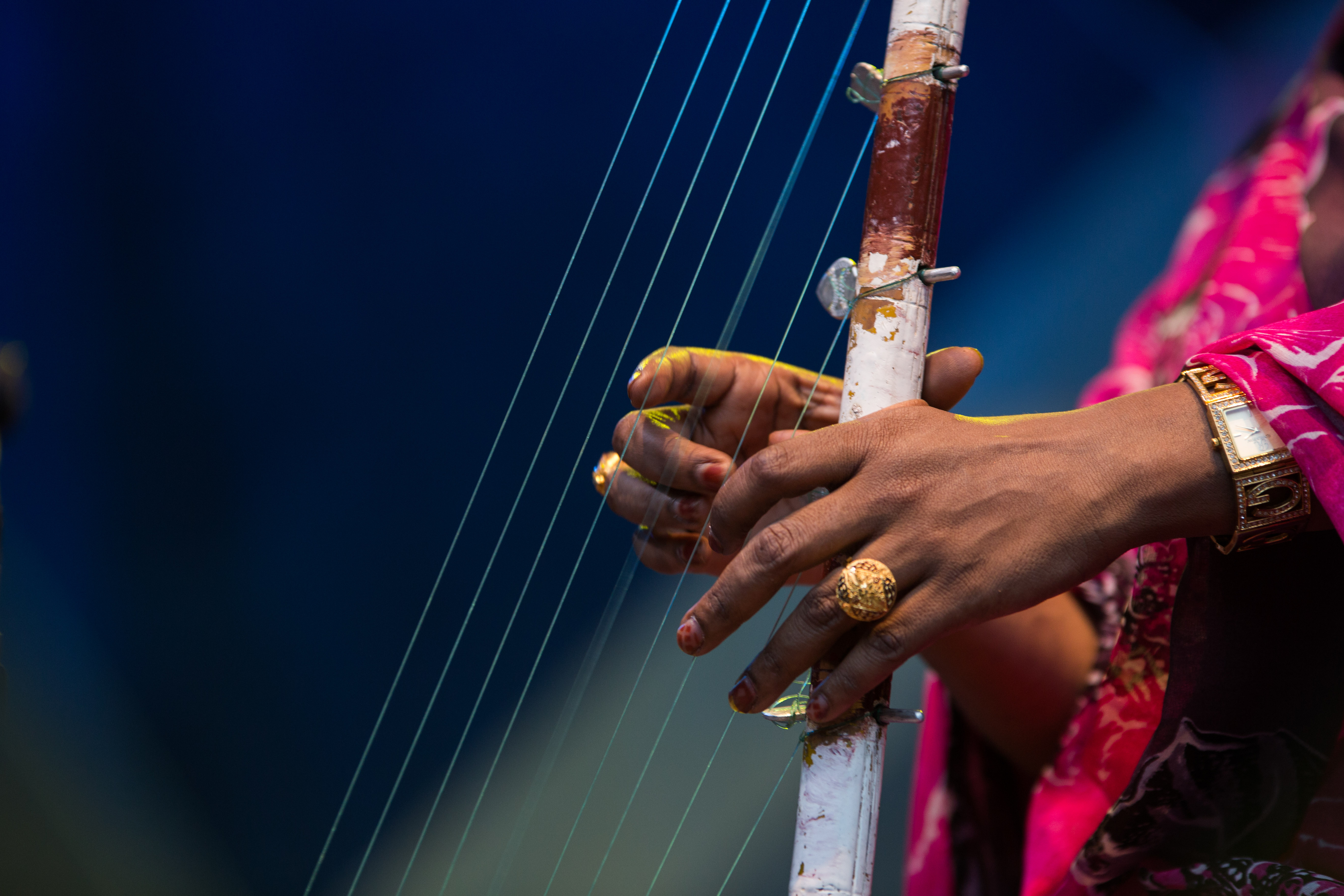
Az ardin játékmódja

## Használata
Az ardin Mauritániában, Nyugat-Szaharában az arab nyelv hasszanija változatát beszélő, arab-berber gyökerű „fehér mórok” közé tartozó hivatásos női zenészek hangszere, akik éneküket kísérik vele. Játék közben a hangszertest alul van, a hárfa nyakrúdja a zenész bal vállához illeszkedik. Mindkét kéz részt vesz a játékban, de csak a középső három ujjal pengetnek. A hárfa bőrrel fedett testét gyakran egy másik női zenész eközben dobként használja. Az ardin mellett a zenekarban szerepet kap a tidinit nevű nyárslant, amin férfiak játszanak, valamint ütő- és rázóhangszerek is.
Dimi Mint Abba (1958–2011) énekesnő és ardin-hárfás volt az első, aki az 1980-as évek vége felé megismertette a nyugati világot ezzel a hangszerrel.